# Raúl de Tosny
Raúl de Tosny (m. 1024) fue un noble normando, primer referente de la familia de Tosny. Señor de Tosny y Conches, por la cesión de su hermano Hugo II de Cavalcamp, arzobispo de Ruan. Era hijo de Hugo I de Cavalcamp. Raúl hizo una carrera prolífica en política y protocolo. Consiguió firmar un acuerdo entre Ricardo I de Normandía y el rey Etelredo II el Indeciso de Inglaterra.
Hacia 1013, el nuevo duque Ricardo II construyó en la frontera el castillo de Tillières, cuya guarda confió a Néel I de Saint-Sauveur, Raúl de Tosny y a su hijo Roger. Unos años más tarde (c. 1017) cayó en desgracia. Emprendió una peregrinación a Roma con cuatro compañeros. Desde allí descendió al sur de Italia para luchar contra los bizantinos. Unas décadas más tarde, serían los miembros de la casa de Altavilla quienes se distinguirían en estas regiones del sur de Europa. Tras reconciliarse con Ricardo II, regresó a Normandía donde murió poco después. 

## Herencia
Se desconoce el nombre de su esposa, pero tuvo un hijo:
- Roger I de Tosny